# Glypta furcata
Glypta furcata là một loài tò vò trong họ Ichneumonidae.